# Rubus vestitus
{{#ifeq:0|0|{{#if:Rubus vestitus|{{#if:|[[]}}|[[]]}}}}
Rubus vestitus — це європейський вид ожини родини розових, який у Сполучених Штатах називають Європейською ожиною . Він є рідним для Європи та натуралізувався вздовж північного тихоокеанського узбережжя Сполучених Штатів і Канади (Британська Колумбія, Вашингтон, Орегон). 

## Опис
Rubus vestitus – це колючий кущ, який іноді досягає 2 метрів (80 дюймів) заввишки. Листки пальчасто-складні з 3 або 5 листочками, кожна широка, майже кругла, із загостреним кінчиком і з зубцями по краях. Квітки рожеві або пурпурові. Плоди дуже темні, майже чорні. 

## Поширення
Rubus vestitus — один із найпоширеніших видів ожини на Британських островах, зустрічається в більшості віце-графств, окрім крайньої Півночі. Його перевага на нейтральних або злегка лужних ґрунтах ставить його в меншість європейських Rubus. 

## Галерея

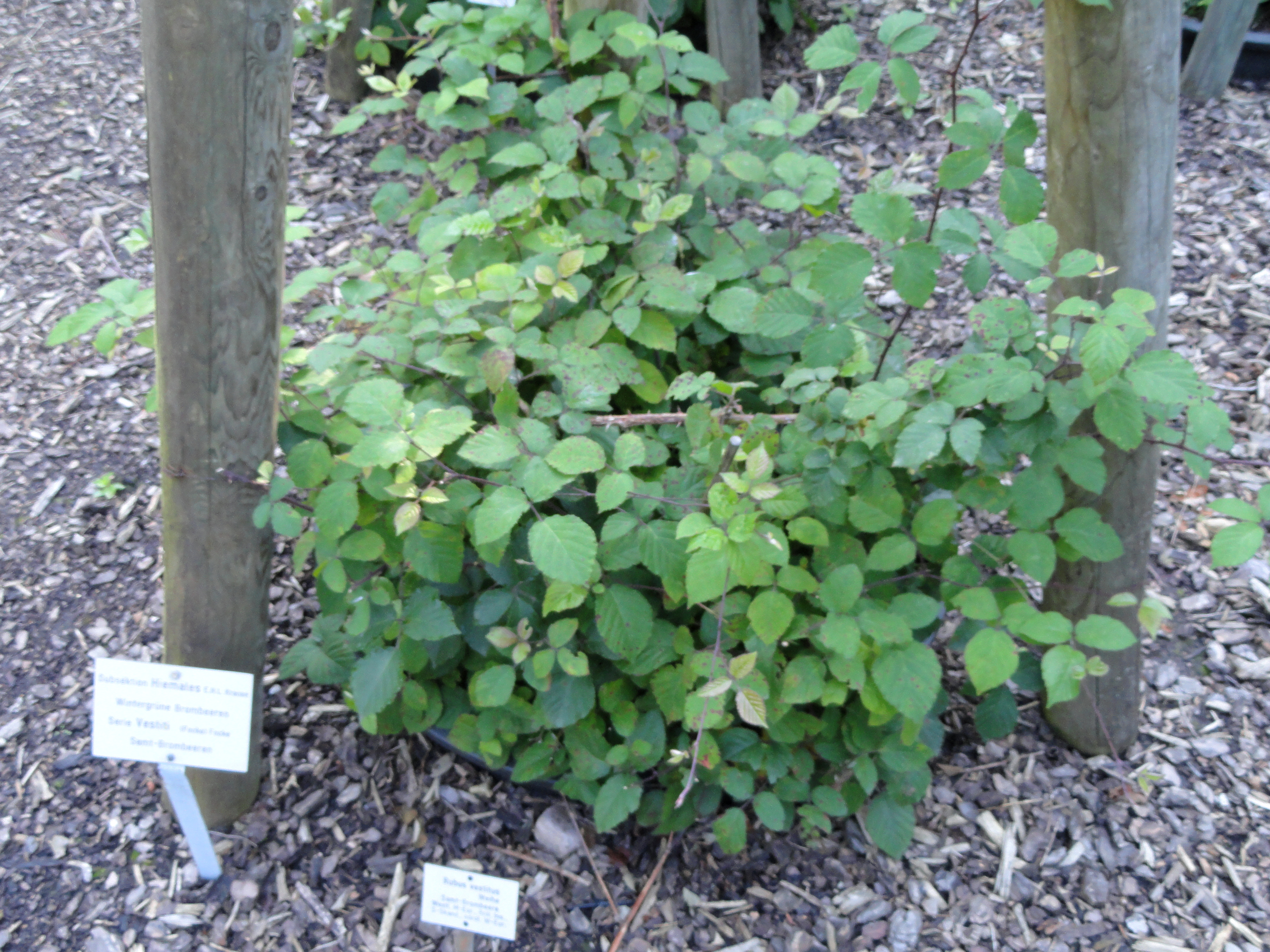
Кущ
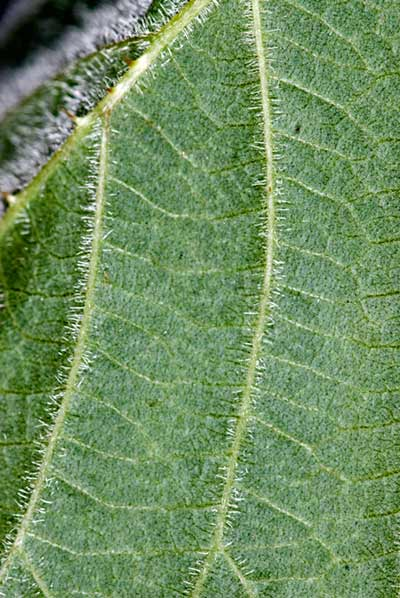
Листя
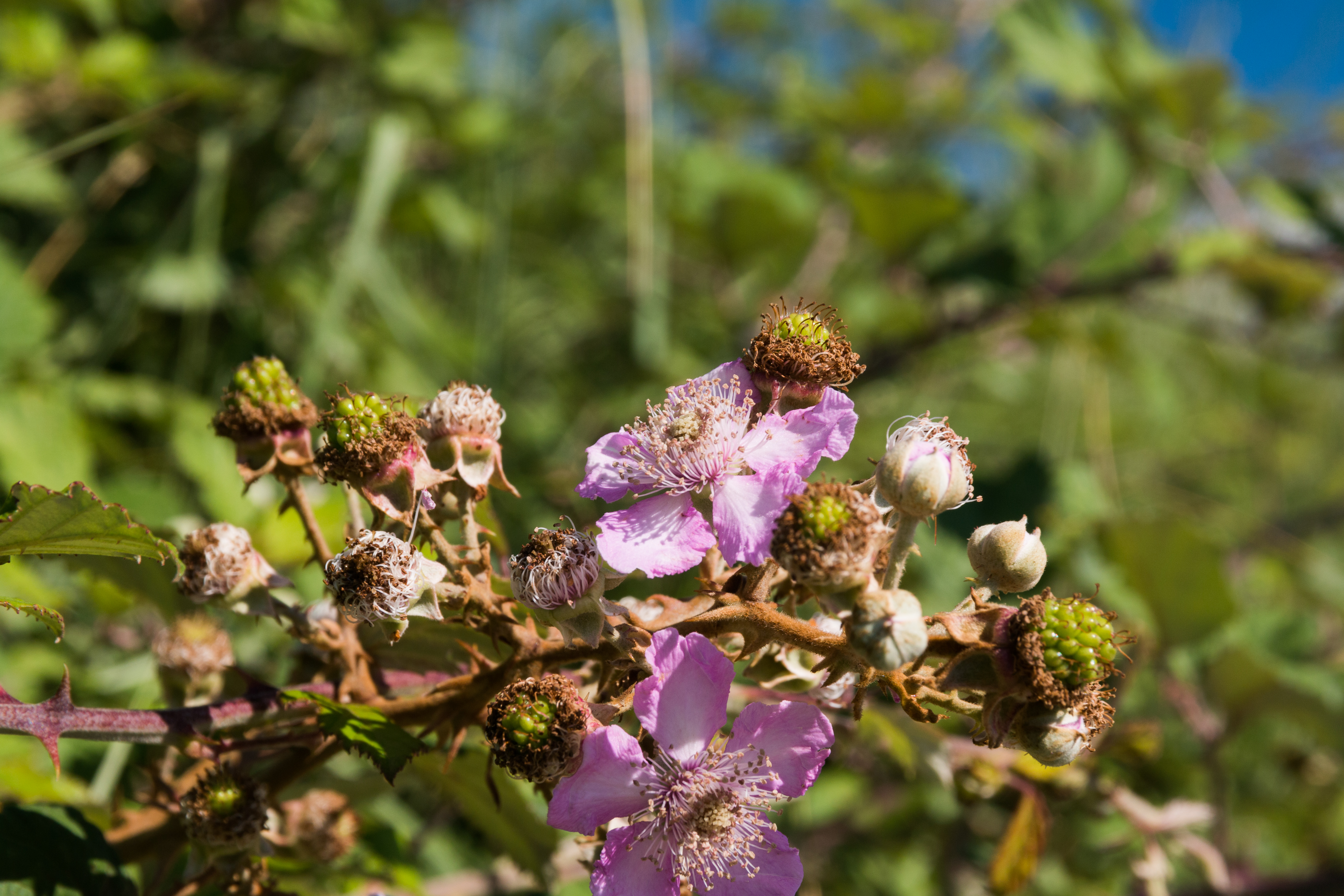
Квіти
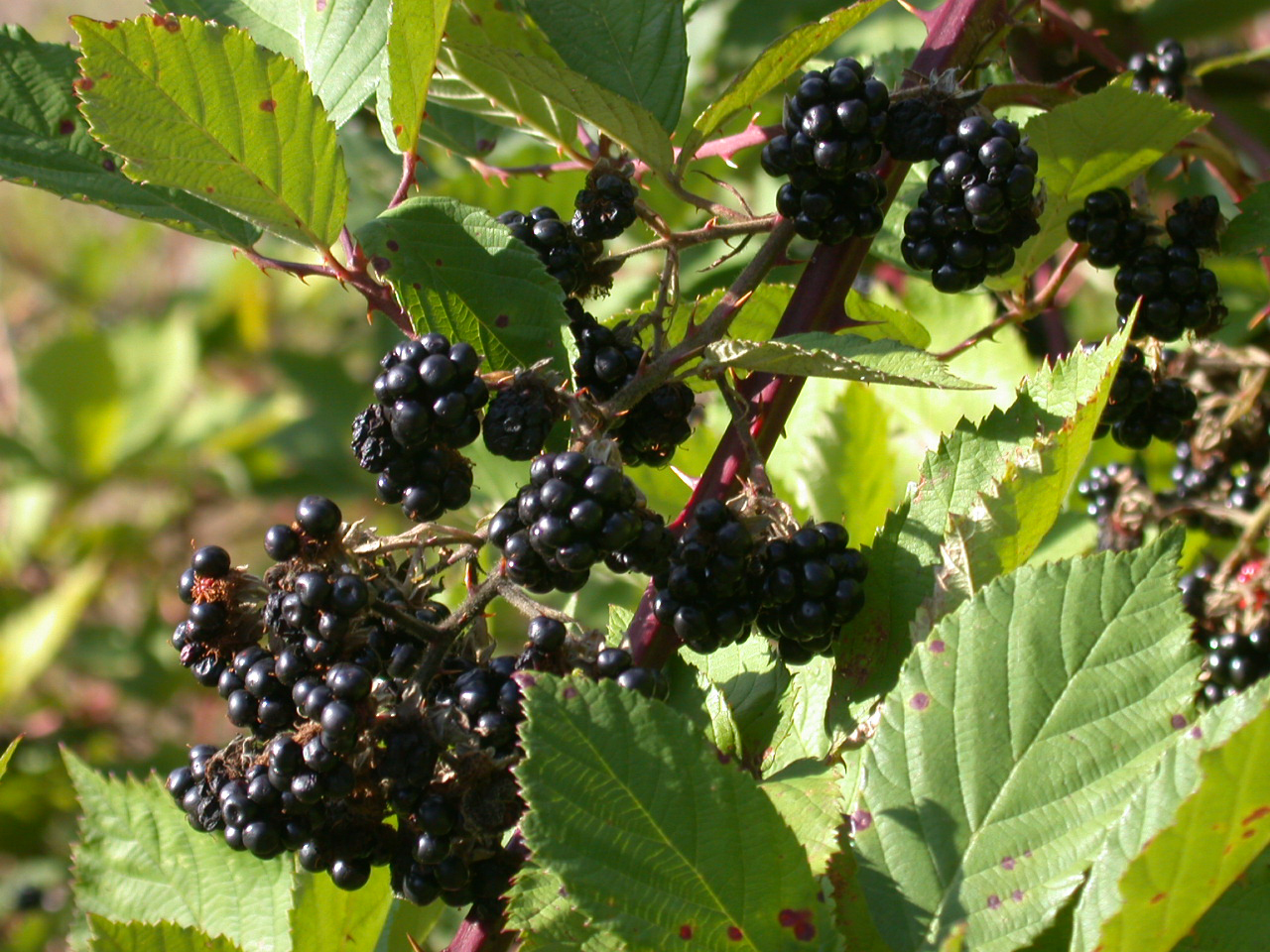
Плоди